# Irmandade Pré-Rafaelita

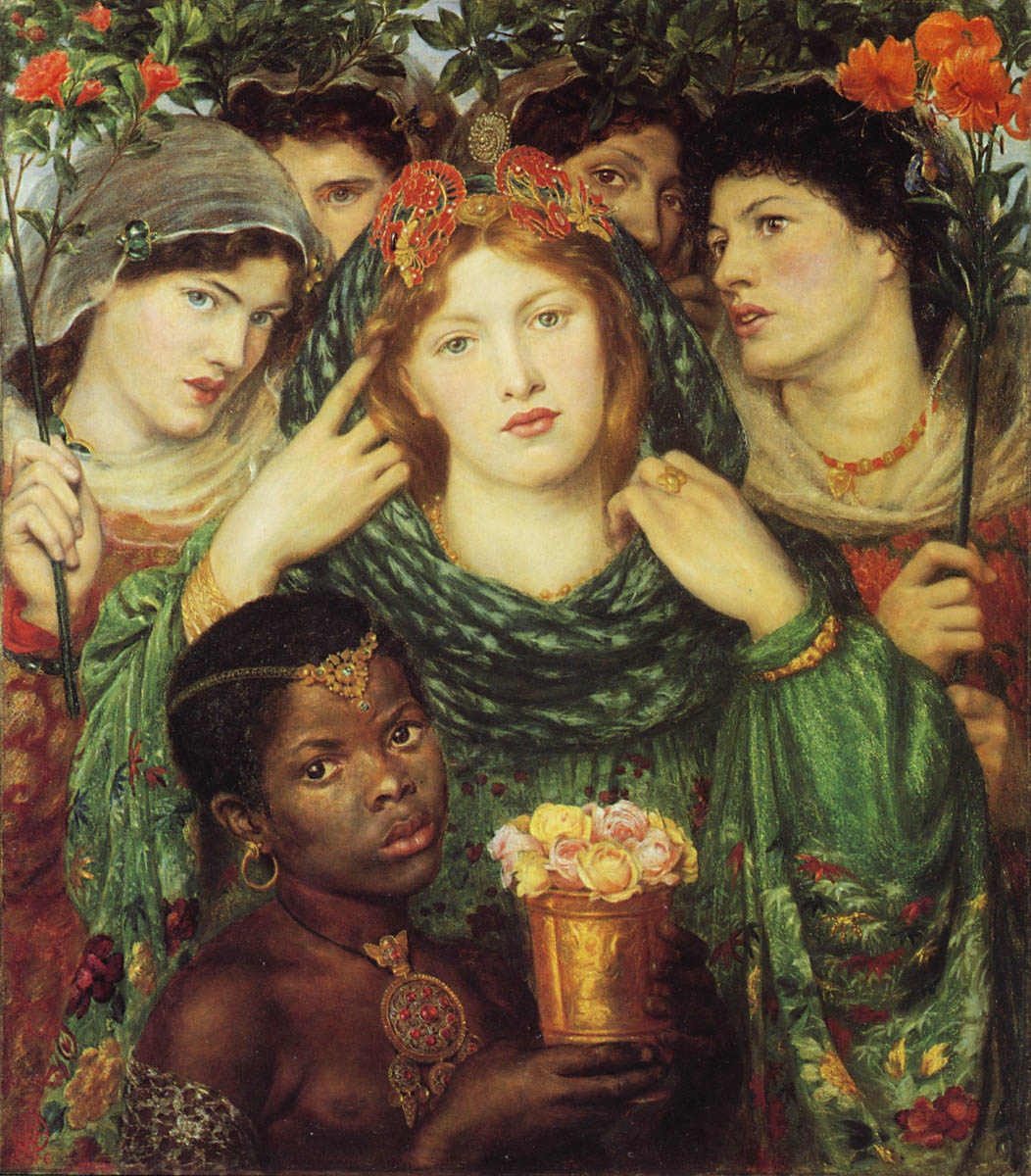
Dante Gabriel Rossetti, A Noiva, 1865–66.
Tate Britain, Londres.

A Irmandade Pré-Rafaelita (Pre-Raphaelite Brotherhood ou  PRB em inglês), também chamada Fraternidade Pré-Rafaelita ou, simplesmente, Pré-Rafaelitas, foi um grupo artístico fundado em Inglaterra em 1848 por Dante Gabriel Rossetti, William Holman Hunt e John Everett Millais e dedicado principalmente à pintura. Este grupo, organizado ao modo de uma confraria medieval, surge como reação à arte acadêmica inglesa, que seguia os moldes dos artistas clássicos do Renascimento.

## Denominação
Inseridos no espírito revivalista romântico da época, os pré-rafaelitas desejam devolver à arte a sua pureza e honestidade anteriores, que consideravam existir na arte medieval do final do Gótico e do início do Renascimento (Proto-Renascimento).
Ao se autodenominarem pré-rafaelitas, realçavam o fato de se inspirarem na arte anterior a Rafael, artista que tanto influenciou a academia inglesa e que era consequentemente criticado pelos pré-rafaelitas. A influenciar este grupo estão também os Nazarenos, uma confraria de pintores alemães que, no início do século XIX, estabeleceu-se em Roma visando recuperar a arte paleocristã.

## Arte pela arte
Embora se tratando de um grupo de artistas unidos em prol do mesmo objetivo, o grupo não se revelou homogêneo nas suas produções podendo-se observar uma ramificação em dois gêneros diferentes dentro do movimento: por um lado alguns destes artistas (Millais, Holman Hunt) vão dedicar-se aos temas e problemas da sociedade atual cada vez mais materialista, utilizando para isso uma representação realista; por outro lado, outros artistas (Rossetti, Edward Burne-Jones) vão ligar-se mais a temas medievais inspirados em Dante (cujo nome inspirou o primeiro nome de Rossetti) na sua Divina Comédia, em lendas como a do Rei Artur, cenas religiosas, carregando as suas composições de misticismo numa versão mais visionária. Pode-se afirmar que esta segunda variante dominou o movimento.
Independentemente do tema retratado, torna-se essencial que a obra de arte transmita uma ideia autêntica, fruto da individualidade do artista. Este não tem de se submeter a regras rígidas e castradoras de representação, deve antes ser livre na sua criação artística. A sua arte vai-se opor ao método tradicional de representação da natureza prescindindo do trabalho de ateliê e recusando a normalidade das composições acadêmicas, como, por exemplo, eliminando-se a linha do horizonte.

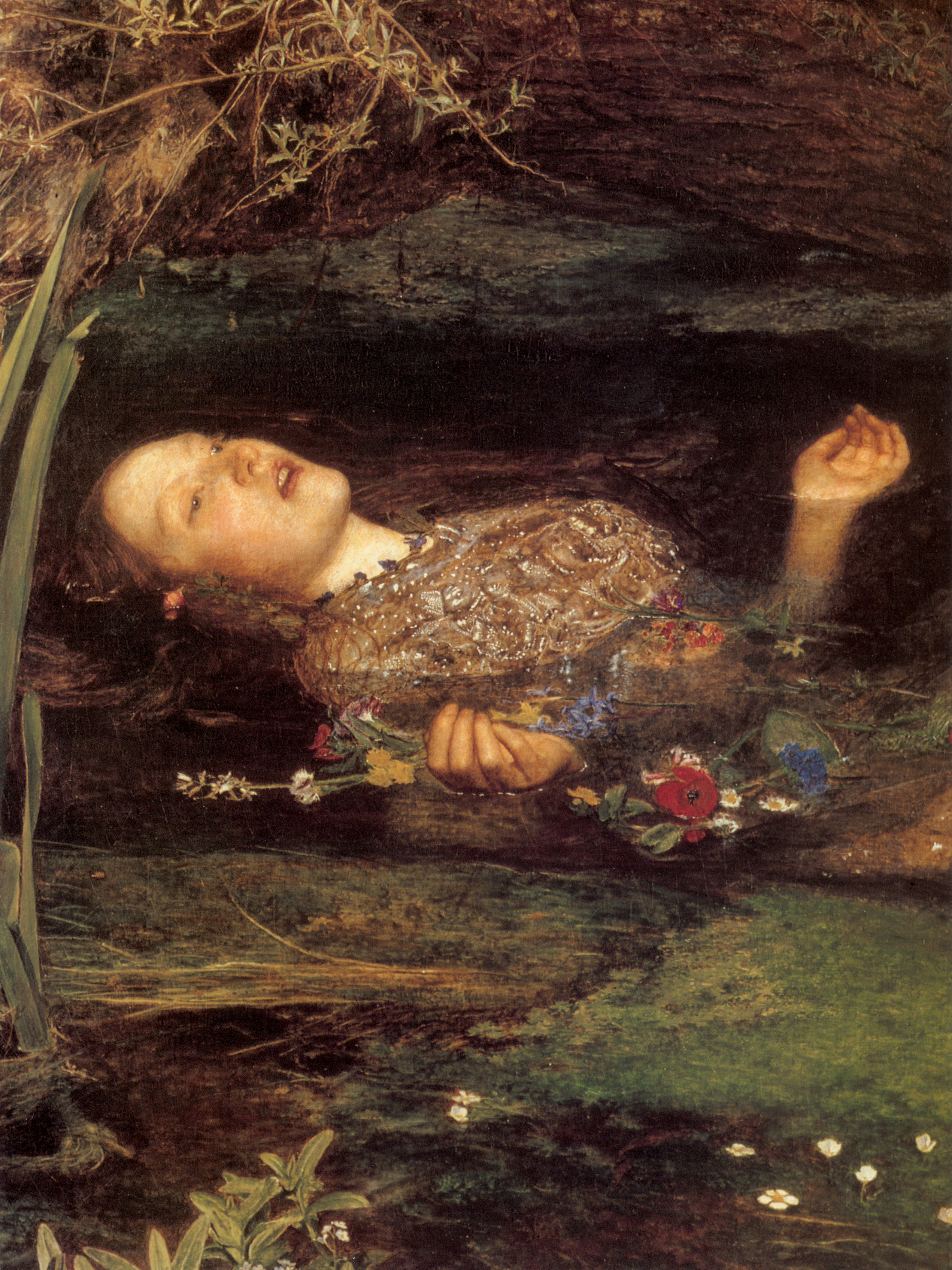
John Everett Millais, Ophelia (pormenor), 1851-1852.
Tate Britain, Londres.

O artista aspira à beleza poética, à representação além da realidade visível: trabalha-se com a matéria da alma e a espiritualidade. Esta representação do “sonho” vai-se traduzir formalmente na busca da harmonia e equilíbrio entre os elementos. A pintura com base no desenho vai resultar em imagens quase ornamentais repletas de pormenores e detalhes fotográficos, onde o traçado fluido e gráfico busca realçar aspectos estéticos, independentemente da sua semelhança ou não com a realidade. Também na aplicação da cor se vão quebrar laços com as técnicas tradicionais, surgindo agora cores luminosas, esmaltadas, que ajudam à sensibilidade estética de pinturas poéticas onde o romance e o erotismo, unidos a uma certa inocência, têm lugar de destaque.

## O grupo
O grupo pré-rafaelita vai ser composto maioritariamente por artistas saídos das academias reais que têm o objetivo comum de repor o conceito de arte pela arte, renegando a frivolidade da arte acadêmica. Considerando-se a si próprios como um movimento de reforma, embora sem ser considerado uma vanguarda na totalidade por fazer uso do historicismo e da representação da natureza pela observação, os pré-rafaelistas lançam um periódico denominado The Germ para promover as suas ideias.
Reúnem-se no seu currículo algumas exposições geradoras de controvérsia pelo novo conceito de composição e tratamento de temas religiosos, assim como sucessos posteriores, quando seguidores do grupo, produzindo cada vez mais ao gosto vitoriano da época, acabam por vender obras a preços bem elevados.
Além de Ford Madox Brown, que preferiu trabalhar como independente, mas se manteve em contato com o grupo, outros artistas vão ser influenciados pelo estilo linear dos pré-rafaelitas, como William Morris. Este movimento será de extrema importância para a arte dos finais do século XIX e despontar do século XX, nomeadamente para a Arte Nova e o Simbolismo.
A partir de 1851 John Ruskin vai ser um defensor inicial e patrono da Irmandade Pré-Rafaelita e os seus escritos vão surtir grande influência nas ideias medievalistas do grupo.

## Artistas pré-rafaelitas

### Principais artistas Pré-Rafaelitas
- William Holman Hunt (pintor)
- John Everett Millais (pintor)
- Dante Gabriel Rossetti (pintor, poeta)
- Edward Burne-Jones (pintor)

### Artistas e figuras relacionadas
- Ford Madox Brown (pintor, designer)
- John Ruskin (crítico)
- William Morris (designer gráfico, escritor)
- James Collinson (pintor)
- William Michael Rossetti (crítico)
- Frederic George Stephens (crítico)
- Thomas Woolner (escultor, poeta)
- Thomas Cooper Gotch (pintor)
- Arthur Hughes (pintor, ilustrador)
- Eliseu Visconti (pintor e designer)
- Jane Morris (modelo)
- May Morris (designer)
- Christina Rossetti (poeta)
- Elizabeth Siddal (pintor, poeta e modelo)
- Algernon Swinburne (poeta)
- Cesare Saccaggi (pintor)
- John William Waterhouse (pintor)

## Outro material informativo